# اف‌کی‌ای توئیگز
تالیا دبرت بارنت (انگلیسی: FKA Twigs؛ زادهٔ ۱۶ ژانویه ۱۹۸۸) که به‌طور حرفه‌ای با نام اف‌کی‌ای توئیگز شناخته می‌شود. خواننده، ترانه‌سرا و رقصندهٔ انگلیسی است. او که در چلتنهام به دنیا آمد و بزرگ شد، پس از نقل مکان به لندن در سن ۱۷ سالگی، تبدیل به یک رقصنده پشتیبان برای بسیاری از نوازندگان شد و اولین موسیقی خود را در سال ۲۰۱۲ اجرا کرد.

## اوایل زندگی
تالیا دبرت بارنت تنها فرزند خانواده است که در ۱۶ ژانویهٔ ۱۹۸۸ در چلتنهام به دنیا آمد. مادر انگلیسی او رقصنده و ژیمناستیک‌کار و پدر جامائیکایی او موسیقی‌دان است. او از سمت خانوادهٔ مادرش تبار اسپانیایی دارد. او به‌وسیلهٔ مادر و ناپدری‌اش بزرگ شد. توئیگز ناپدری‌اش را متعصب به جاز و باربادوس‌تبار توصیف کرد و تا ۱۸ سالگی پدر بیولوژیکی‌اش را ملاقات نکرده بود. بارنت در چلتنهام بزرگ شد، و آن را به نوعی در وسط ناکجاآباد توصیف کرد. او در مدرسه سنت ادوارد (یک مدرسه خصوصی کاتولیک) تحصیل کرد. تحصیلاتش در این مدرسه با کمک هزینه دانشگاهی تأمین شد. او از سنین جوانی در دروس اپرا و باله شرکت کرد و در چندین برنامهٔ مدرسه سنت ادوارد حضور داشت.

## زندگی شخصی
بارنت در سپتامبر ۲۰۱۴ با بازیگر انگلیسی رابرت پتینسون آشنا شد و با هم نامزد شدند اما در اواسط سال ۲۰۱۷ رابطهٔ خود را پایان دادند. در نتیجه رابطه آن‌ها، او مورد آزار آنلاین نژادپرستانه و جنسی قرار گرفت.
بارنت در پشت صحنهٔ پسر عزیز، بازیگر آمریکایی شایا لباف را ملاقات کرد و از اواسط سال ۲۰۱۸ تا اواسط سال ۲۰۱۹ با هم در رابطه بودند. او در دسامبر ۲۰۲۰، در دادگاه عالی لس آنجلس شکایتی علیه لباف تنظیم و او را به رابطهٔ جنسی بدون رضایت، تعرض و تحمیل تنش احساسی در طول رابطه‌شان متهم کرد. در پاسخ، لباف گفته که «برای سال‌ها» با خود و اطرافیانش رفتار بد داشته است و از کسانی که از او صدمه دیده‌اند شرمنده است. لباف بعداً تمام ادعاهای مطرح شده توسط بارنت را رد کرد. این شکایت‌نامه قرار است در سپتامبر ۲۰۲۵ به دادرسی کشانده شود.
از سال ۲۰۲۰ تا ۲۰۲۲، بارنت با متی هیلی، عضو گروه د ناینتین سونتی فایو، در رابطه بود. او در آواز پس‌زمینه ترانه «If You're Too Shy (Let Me Know)» این گروه نقش داشت و رابطهٔ آن‌ها الهام‌بخش هیلی برای نوشتن ترانه «I'm in Love with You» بود.
تا سال ۲۰۲۳، بارنت با کارگردان و عکاس، جردن هِمینگوِی، رابطه داشته است.

## دیسکوگرافی

### آلبوم‌های استودیویی
- LP1 (2014)
- Magdalene (2019)
- Eusexua (2025)

### ئی‌پی‌ها
- EP1 (2012)
- EP2 (2013)
- M3LL155X (2015)

### میکس‌تیپ
- Caprisongs (2022)

## فیلم‌شناسی
- پسر عزیز (۲۰۱۹)
- کلاغ (۲۰۲۴)[۳۱]